# بي إن إل
بي إن إل ( اختصار للسلام و المال ) هو مجموعة موسيقية للراب الفرنسي مستقلة، تتكون من شقيقين، أديمو ونوس (أسمائهم الحقيقية طارق ونبيل )، والتي أنشأت في مدينة تارتري في كوربيل-إيسونس تتميز المجموعة بغياب كامل للمقابلات في الصحافة ، وكذلك بمقاطع سينمائية مبتكرة في فرنسا ، تم تصويرها حول العالم ( اليابان ، الولايات المتحدة ، إيطاليا ، أيسلندا ، جنوب إفريقيا ، ناميبيا ...) منذ بدايتها في عام 2015. في عام 2016، احتل ب.ن.ل المركز الثامن كأكثر الألبومات مبيعا في فرنسا .

## السيرة الذاتية

### الطفولة والشباب
طارق (أديمو) ونبيل (نوس) ترعرعا في مقاطعة تارترس حيث كان والدهما ، رينيه أندريو ، قدم سوداء من أصل كورسيكي ، كان سارق في السابق قضى ثماني سنوات في سجن بواسي ، كان شخصية مهمة في الحي. قام بتربية أبنائه في غياب والدتهم ، التي هي ذات أصول جزائرية . ولد طارق في26 ديسمبر عام 1986 ونبيل في 25 أبريل 1989 ، لديهم أخ صغير اسمه يانيس .
درس نبيل في ثانوية دانتون في بريف لا قيارد ، في تخصص تجارة وإدارة أعمال ، بينما كان يلعب في ذلك الوقت في ESA Brive . ثم أكمل أربع سنوات من الدراسات التجارية في ( جامعة باريس-نانتير ) ، والتي قاطعها بسبب نقص الموارد المالية. أما بالنسبة لطارق، فإنه درس هندسة الكهربائية في كلية بريف-لا-غايلارد ، ثم درس في ثانوية رينيه كاسان في مدينة تول ، وهي مدينة قريبة لهم ، قبل ان يعمل في الشركة الوطنية للسكك الحديدية (فرنسا) بعد حصوله على البكالوريا في المدرسة الثانوية

### البدايات في الراب (2008-2014)
بدأ الأخوان يالتحرك منفردين أولاً. قام طارق بإصدار أول شريط صوت له بعنوان صوت القاعات الجزء الأول في عام 2008.ثم تم إصدار الشريط الثاني في عام 2011. ثم دخل السجن لمدة 3 سنوات و 6 أشهر في فلوري-Merogis لـ تهريب المخدرات .
من جانبه ، بدأ نبيل مشروعه لمدة 365 يومًا في نوفمبر 2011 ، وتم تجميعه لاحقًا في شريط مختلط تحت اسم الهدوء . كما أنه يستخدم اسم مستعار لاديف .
تختلف إنتاجات الأخوين اختلافًا جذريًا. مهدي مايزي ، محرر مجلة Abcdr du Son .

### بداية النجاح (2015)
اطلقت المجموعة أول أسطوانة لهم بعنوان ( que la famille ) في مارس 2015. على الرغم من سرية هذه الإطلالة ، يتم استقبال العائلة من قبل الصحافة المتخصصة . اكتسبت المجموعة السمعة ببطء ، وتعرفت بعد أشهر قليلة على نجاحها مع أغنية ( le mond au rien ) . نجاح هذه الأسطوانة أعطى للمقاطع الأخرى عرضًا جديدًا ، مما سمح لها بتجاوز مليون مشاهدة (حاز الفيديو في مارس 2019 بأكثر من 100 مليون مرة على اليوتيوب )
بعد وقت قصير من إصدار ألبومهم الأول ، أعلنت المجموعة عن إطلاق ألبوم ثانٍ بعنوان le mond au chico  ، والذي صدر أخيرًا في 30 أكتوبر 2015. المقتطف الأول من هذا المشروع بعنوان plus tony que sosa  . قبل أسبوع من إصدار ألبومهم ، أصدرت المجموعة مقطعا جديدًا بعنوان oh lala ، والذي تم تصويره في أيسلندا ، وقد حاز على ثلاثة ملايين مشاهدة في أسبوع واحد على منصة يوتيوب  وجمع أكثر من 63 مليون مشاهدة في يناير 2018.

### العالم الصبيوفي الأسطورة(2015-2016)
احتل الألبوم العالم الصبي المرتبة الأولى في المبيعات علىالأيتونز في الأسبوع الأول من إصداره والثاني في جميع وسائل الإعلام مجتمعة في فرنسا . في مارس 2016 ، بعد خمسة أشهر من إصداره ، حصل ألبوم العالم الصبي على قرص ذهبي معتمد . في 11 مارس 2016 ، بعد 5 أشهر من إصدار ألبومهم العالم الصبي ، أصدرت المجموعة مقطع (الحياة جميلة)الذي صوَر في ناميبيا.
في 16 يونيو 2016 ، أجرى الأخوان مقابلة مع الصحيفة الأمريكية ذا فايدر
أطلق الألبوم ( في أسطورة) في 16 سبتمبر 2016 ، يسبقه يومًا مقطع( ناها) ، الذي حصل على 48 مليون مشاهدة في شهر واحد على يوتيوب . يتوفر الألبوم في نسختين ، البرتقالي والوردي ، ولكل منهما عنوان إضافي مختلف، يوجد (في الأسطورة) قرص بلاتيني معتمد مع بيع أكثر من 100.000 نسخة (في فرنسا) , أطلق المقطع أوني زاكا في 4 نوفمبر 2016 ، حيث حاز على أكثر من 400000 مشاهدة خلال الساعة الأولى بعد صدوره.

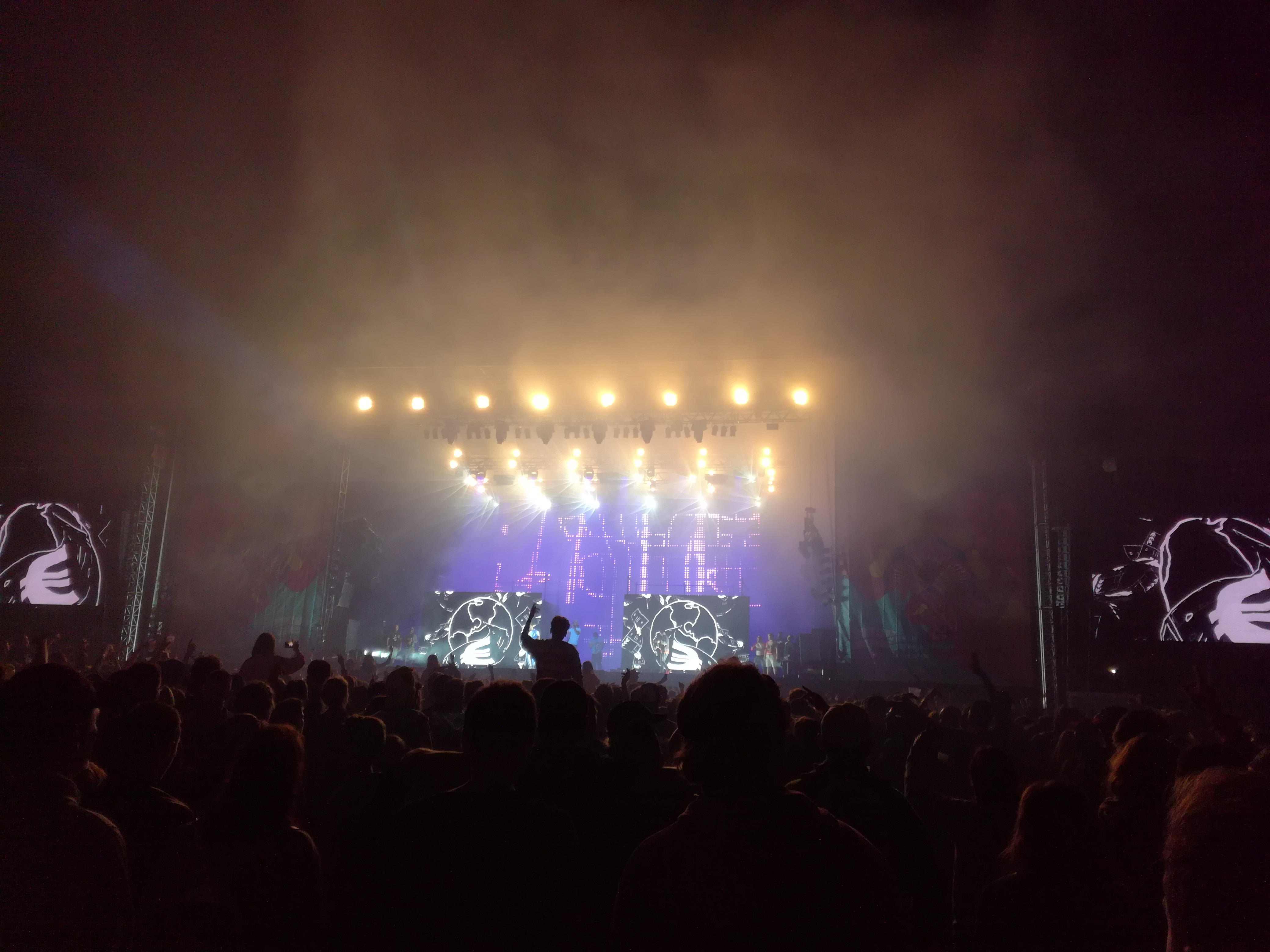
حفل ب.ن.ل في 2017

تم إعلانهم في برنامج واحد من أعظم المهرجانات الموسيقية في الولايات المتحدة والعالم ، كوتشيلا ، في كاليفورنيا لإصدار العام 2017 . ومع ذلك ، اضطرت الفرقة إلى إلغاء الحفل في 16 أبريل لأن طارق مُنع من دخول الولايات المتحدة بسبب سجله الجنائي. كان نبيل ، الذي لديه أقل انشغالاً من أخيه طارق ، قادرًا على العودة وحاول التفاوض بشأن وصول شقيقه . في الواقع ، اقترح أداء الحفلة الموسيقية على المسرح بينما سيبث طارق في نفس الوقت على شاشة عملاقة من فرنسا. و لكن قرر المنظمون أخيرًا إلغاء حفل الثنائي الذي يعلن أنهم يريدون تكريس أنفسهم للمشاهد الفرنسية .

### الشقيقان(منذ 2018)
في 15 جوان 2018 . بعد عدة أشهر من الغياب عن الشبكات الاجتماعية وما يقرب من عام بدون أي فيديو كليب ، نشر ب.ن.ل إغاظة على شبكاته الاجتماعية يعلن فيها على أنه عائد . بعد أربعة أيام ، قاموا بنشر صورة جديدة للإعلان عن إطلاق مقطع جديد (الجمعة 22 يونيو) . في 22 جوان ، أطلقو الفيديو كليب بعنوان (في الأمونيا) , و قد حاز على 8 ملايين مشاهدة في 48 ساعة فقط
في 10 أغسطس 2018 ، نشر ب.ن.ل عنوانًا جديدًا غير مصور بعنوان 91 للإشارة إلى إيسون (إقليم فرنسي) ، قسمهم الأصلي ، وإلى فترة التسعينيات. . وقد حصل هذا المقطع على سجل اللقب الفرنسي الأكثر بثًا في 24 ساعة وفي الأسبوع.
بعد عدة أشهر من الانتظار ، في 22 مارس 2019 ، قام الأخوان بنشر مقطع Au DD على قناتهما على يوتيوب ، تم تصويره جزئيًا في برج إيفل .و في 48 ساعة ، جمع المقطع أكثر من 12 مليون مشاهدة ويتفوق على السجل لأكثر الأصوات تدفقًا في 24 ساعة على ديزار . كما أصبحت أول أغنية راب فرنسية تصل إلى أفضل 30 أغنية في جميع أنحاء العالم على منصة سبوتيفي في غضون 24 ساعة أمام الفرق The Beatles، Queen و Coldplay مع 19 مليون أغنية أخرى . تعلن المجموعة في نهاية المقطع عن إصدار ألبومها الجديد الشقيقان في 5 و8 أفريل ، بعد ثلاثة أيام من صدور الألبوم، شقيقان باعا أكثر من 75،000 نسخة، وتحصلاعلى الأصطوانة الذهبية. حتى قبل نهاية الأسبوع الأول من عملها ، تعلن Pnl أن البوم (الشقيقان) هو سجل بلاتيني وباع أكثر من 100000 نسخة. يصبح فيما بعد ، في فرنسا ، الألبوم الأكثر بثًا في 24 ساعة وفي الأسبوع على سبوتيفي.

## النمط الموسيقي
الكلاود راب (cloud rap)
يتميز ب.ن.ل بأسلوب موسيقي يوصف بأنه مختلف على الأساليب الفرنسية الأخرى

## ديسكغرفي

### استوديو ألبومات
- 2015 : العالم الصبي
- 2016 : في الأسطورة
- 2019 : شقيقان
- 2015 : الأسرة

## روابط خارجية
- بي إن إل على موقع ميوزك برينز (الإنجليزية)
- بي إن إل على موقع أول ميوزيك (الإنجليزية)
- بي إن إل على موقع ديسكوغز (الإنجليزية)